# Guldmus
För priset, se guldmusen.
För ringmaskarten, se Aphrodita aculeata
Guldmus (Ochrotomys nuttalli) är en art i överfamiljen råttartade gnagare och den enda arten i släktet Ochrotomys. Djuret förekommer i USA.
Arten har fått sitt namn på grund av den guldfärgade pälsen, buken och fötterna har en vit-orange färg. Guldmusen når en längd mellan 5 och 12 centimeter och därtill kommer en nästan lika lång svans. Vuxna individer har en vikt mellan 15 och 30 gram.
Gnagaren lever i centrala och sydöstra delar av USA. Den finns från delstaterna Missouri och Virginia i norr till Texas och Florida i söder. Habitatet utgörs av skogar och buskland med tät undervegetation. Guldmusen hittas även i odlade regioner.
Arten lever främst i träd men i vissa regioner, till exempel Texas, vistas den på marken. När den klättrar använder den svansen för att hålla balansen. De skapar bon av gräs, bark och löv som de använder som viloplats. Ibland bor upp till åtta individer i samma bo. Dessutom skapar de mindre bon där de förvarar och äter födan.
Parningstiden är beroende på region, i vissa områden kan de para sig hela året och i andra finns särskilda parningstider. Honan har förmåga att para sig flera gånger per år. Efter dräktigheten som varar i 25 till 30 dagar föds 1 till 4 ungdjur (i genomsnitt 2,7). Ungdjuren öppnar sina ögon efter 11 till 14 dagar och de dias 17 till 21 dagar. Efter 8 till 10 veckor är de fullvuxna.
Ursprungligen räknades arten som en nära släkting till hjortråttorna (Peromyscus). Wilson & Reeder (2005) listar arten däremot i en egen tribus, Ochrotomyini.